# وينستون سميث
وينستون سميث (بالإنجليزية: Winston Smith)‏ هو فنان أمريكي، ولد في 27 مايو 1952 في أوكلاهوما سيتي في الولايات المتحدة.

## وصلات خارجية
- وينستون سميث على موقع IMDb (الإنجليزية)
- وينستون سميث على موقع ميوزك برينز (الإنجليزية)
- وينستون سميث على موقع أول ميوزيك (الإنجليزية)
- وينستون سميث على موقع ديسكوغز (الإنجليزية)